# Moshé Mizrahi (réalisateur)
Pour les articles homonymes, voir Moshé Mizrahi.
Moshé Mizrahi (en hébreu : משה מזרחי ; en arabe : موسى مزراحي), né le 5 septembre 1931 à Alexandrie (royaume d'Égypte) et mort le 3 août 2018 à Tel Aviv (Israël), est un réalisateur et scénariste israélien.

## Biographie
Moshé Mizrahi nait le 5 septembre 1931 à Alexandrie en Égypte. En 1946, il part s'installer avec sa mère et son jeune frère en Palestine mandataire. Le jeune frère est tué lors de la guerre d'indépendance à la suite de la création d'Israël.
Dans les années 50, il se forme en autodidacte au cinéma. En France, il travaille pour la télévision, pour la production et rédige des critiques de films.
Il a réalisé 14 films en Israël et en France. Son film le plus notable est La Vie devant soi (1977), adaptation du roman éponyme à succès de Romain Gary. Le film valut à son réalisateur l'Oscar du meilleur film en langue étrangère et à son actrice principale, Simone Signoret le César de la meilleure actrice.
Avant ce succès, deux autres films de Moshé Mizrahi avaient déjà été sans succès nommés aux Oscars du meilleur film en langue étrangère: Rosa je t’aime et La Maison de la rue Chelouche.
Son premier film, Les Stances à Sophie, a été pratiquement inédit jusqu'à sa réédition en 2008 et son album de musique de jazz du même nom a été présenté dans The Fader.
Son film La Maison de la rue Chelouche réalisé en 1973, est un récit autobiographique puisqu'il y narre l'histoire d'une famille juive quittant l’Égypte pour s'installer à Tel Aviv.
En septembre 1994, il a été honoré par le Festival international du film de Haïfa pour sa contribution au cinéma israélien.
Moshé Mizrahi vivait à Tel Aviv, où il dirigeait un atelier de réalisation de films à l’école de cinéma de l’Université de Tel Aviv. En 1972, il fait tourner l'actrice Michal Bat-Adam pour son film Rosa je t’aime. Elle devient par la suite sa seconde épouse, et joue les rôles principaux dans plusieurs films de son mari. Elle est également réalisatrice et enseigne des cours de théâtre à l'Université de Tel Aviv.
Moshé Mizrahi meurt le 3 août 2018 à l'âge de 86 ans, d'une pneumonie à Tel Aviv.

## Filmographie

### Télévision
- 1969 : Laure, série télévisée

### Cinéma
- 1970 : Le Client de la morte-saison (Ore'ach B'Onah Metah)
- 1971 : Les Stances à Sophie
- 1972 : Rosa, je t'aime (Ani Ohev Otach Rosa)
- 1973 : La Maison de la rue Chelouche (Ha-Bayit Berechov Chelouche)
- 1973 : Les Filles à papa (he)
- 1974 : Rachel's Man
- 1977 : La Vie devant soi
- 1979 : Chère inconnue
- 1981 : La vie continue
- 1983 : Une jeunesse
- 1985 : La Rage de vivre (en) (War and Love)
- 1986 : Parole d'officier (Every Time We Say Goodbye)
- 1988 : Mangeclous
- 1992 : Warburg, le banquier des princes
- 1996 : Femmes
- 2007 : Week-end en Galilée (he) (Sof Shavua be-Galil)